# Imany
Nadia Mladjao více známá pod svým uměleckým pseudonymem Imany, je africká soulová zpěvačka. Narodila se r. 1979 na Martigues (Francie). Jméno Imany (resp. Imani) ve svahilštině znamená „víra“.
Jako mladá byla úspěšná v atletice, konkrétně ve skoku do výšky, později byla modelka v agentuře Ford Models Europe. V USA byla šest let a poté se vrátila zpět do Francie, kde začala její kariéra zpěvačky. V současnosti žije střídavě v USA a Francii.

## Diskografie

### Alba
| Rok  | Album                       | Žebříčky | Žebříčky | Žebříčky | Žebříčky | Žebříčky | Umístění |
| Rok  | Album                       | BEL (Vl) | BEL (Wa) | FR       | POL      | SWI      | Umístění |
| ---- | --------------------------- | -------- | -------- | -------- | -------- | -------- | -------- |
| 2011 | The Shape of a Broken Heart | 55       | 47       | 19       | 4        | 36       | FR: Gold |

### EP
- 2010: Acoustic Sessions

### Singly
| Rok  | Singly                | Žebříčky | Umístění | Album |
| Rok  | Singly                | FR       | Umístění | Album |
| ---- | --------------------- | -------- | -------- | ----- |
| 2011 | "You Will Never Know" | 26       |          |       |